# Sonny Stevens
Sonny Stevens (* 22. června 1992, Hoorn, Nizozemsko) je nizozemský fotbalový brankář, který působí v klubu FC Twente.

## Klubová kariéra
V červnu 2013 přestoupil z FC Volendam do FC Twente.

## Reprezentační kariéra
Stevens odchytal 22. 3. 2013 za nizozemský reprezentační výběr U20 jeden poločas utkání proti Srbsku (výhra 2:1).